# مار پرنده نواری
مار پرنده نواری یا مار درختی دونواره (نام علمی: Chrysopelea pelias) گونه‌ای از مارها است که در جنوب شرق آسیا یافت می‌شود. این گونه می‌تواند مانند همه گونه‌های سرده خود Chrysopelea با کشش بدن به صورت نواری صاف با استفاده از دنده‌هایش سُر بخورد. بیشتر در جنگل‌های نمناک یافت می‌شود و می‌تواند فاصله افقی حدود ۱۰۰ متر را در یک سر خوردن از بالای درخت بپیماید. این گونه یک مار تخم‌زا است.

## پراکندگی
مار درختی دونواره در تایلند، مالزی (مالایی، جزیره پنانگ، پولائو تیومان و مالزی شرقی)، اندونزی (بانکا، جاوا، مجمع‌الجزایر منتاوای، ناکو، مجمع‌الجزایر ناتونا، نیاس، مجمع‌الجزایر ریائو، سوماترا، بورنئو); برونئی دارالسلام ; برمه; هند، گات غربی و سنگاپور یافت می‌شود.